# Операция «Эллайд Провайдер»
Операция «Союзный оператор» (Операция Эллайд Провайдер (англ. Operation Allied Provider)) — первая военно-морская операция НАТО по борьбе с пиратством у берегов Сомали и в Аденском заливе, проведённая с октября по 14 декабря 2008 года для сдерживания и предотвращения пиратских атак и действий в этом регионе.

## Предыстория

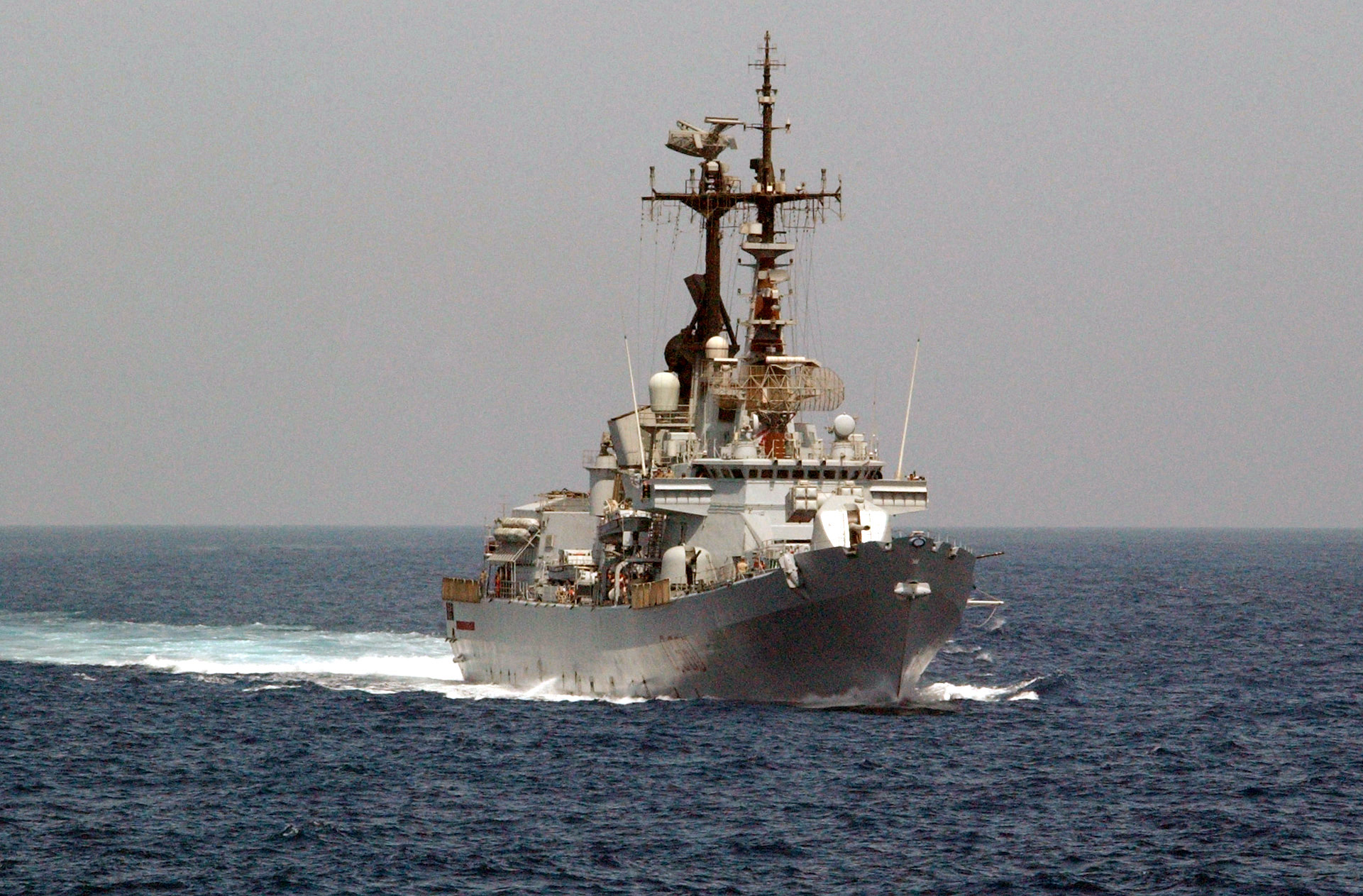
Эскадренный миноносец D560 ВМС Италии типа «Луиджи Дуранд де ла Пенне»

В 2008 году существенно возросло количество пиратских атак у берегов Сомали, направленных на различные по назначению суда: от стратегически важных морских кораблей и перевозчиков, до курортных яхт и лайнеров. Главным излюбленным объектом пиратских нападений явились зафрахтованные суда ООН с грузами Всемирной продовольственной программы (ВПП) и гуманитарной помощью для африканских стран, особенно, для Сомали. В связи с этим было решено поставить к этим судам охрану, в виде судов других государств, которые смогут защищать и сопровождать суда ВПП в Аденском заливе и у берегов Сомали. Такими государствами стали Франция, Дания, Нидерланды и, наконец, Канада. Но 27 сентября 2008 года истекал срок соглашения, по которому корабль ВМФ Канады сопровождал суда с гуманитарными грузами ВПП. Поэтому основным поводом к привлечению такой международной организации как НАТО к этой серьёзной проблеме стало то, что ВПП снова обратилось за помощью к государствам, и ООН требовалось найти новых представителей, кто бы мог продолжить не менее успешно миссию, проводимую судами Канады. Таковое обнаружилось в лице организации НАТО, которая ответила согласием на обращение Генерального секретаря ООН Пан Ги Муна 25 сентября 2008 года.

## Основные цели и задачи операции
Изначально операция планировалась, как временная. Главной целью операции «Эллайд Провайдер» провозглашалось обеспечение безопасности судов Всемирной продовольственной программы. Именно поэтому основными задачами для морских сил НАТО, выполняющих операцию, было сопровождать суда с грузами ВПП, а также патрулировать воды в районе Сомали. При сопровождении судов ВПП и патрулировании путей, на которых торговые суда подвергаются наибольшей опасности преступных нападений, корабли НАТО могли применять силу в соответствии с санкционированными правилами применения силы и соответствующими положениями международного и государственного права. Таким образом, НАТО проводила свою операцию, содействуя выполнению Резолюциям Совета Безопасности ООН 1814, 1816 и 1838. НАТО обеспечила потенциал по борьбе с пиратством, координируя свои действия с другими международными структурами и странами, включая Европейский Союз.
За время проведения своей первой операции «Эллайд Провайдер» НАТО сопровождала судна ООН в восьми отдельных случаях и помогла осуществить безопасную поставку более 30 тысяч метрических тонн гуманитарной помощи для Сомали. Успешно завершив свою миссию, 14 декабря 2008 года НАТО передала «эстафету» новой операции ЕС по борьбе с пиратством «Аталанта».

## Состав ВМС для операции

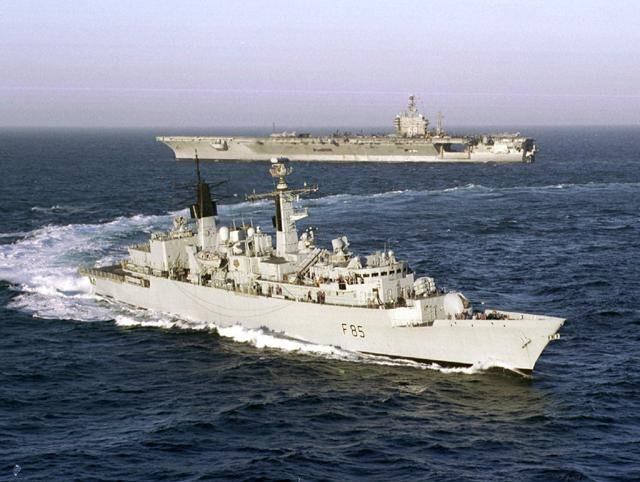
Фрегат F85 ВМС Великобритании «Камберленд»

Для проведения операции была выбрана СНМГ-2, включающая в себя семь кораблей от Германии, Греции, Италии, Турции, Соединённого Королевства и Соединённых Штатов. Однако, когда операция вступила в силу, только три судна были выбраны для осуществления миссии: от Италии, Греции и Великобритании:
- «Дуранд де ла Пене» (флагманский корабль, эсминец D560 ВМС Италии);
- «Фемистоклис» (фрегат F465 ВМС Греции)[греч.];
- «Камберленд» (фрегат F85 ВМС Великобритании)[англ.].